# Basna
Basna är en ort i Indien. Den ligger i distriktet Mahasamund och delstaten Chhattisgarh, i den centrala delen av landet, 1 000 km sydost om huvudstaden New Delhi. Basna ligger 277 meter över havet och antalet invånare är 9 305.
Terrängen runt Basna är platt. Runt Basna är det ganska tätbefolkat, med 185 invånare per kvadratkilometer. Närmaste större samhälle är Saraipāli, 19,0 km öster om Basna. Trakten runt Basna består till största delen av jordbruksmark.